# Jałowcowa
Jałowcowa – część wsi Łebieńska Huta w Polsce, położona w województwie pomorskim, w powiecie wejherowskim, w gminie Szemud. Wchodzi w skład sołectwa Łebieńska Huta.
W latach 1975–1998 Jałowcowa administracyjnie należała do województwa gdańskiego.